# Szwecja na Zimowych Igrzyskach Olimpijskich 1984
Szwecję na Zimowych Igrzyskach Olimpijskich 1984 reprezentowało 60 zawodników. Był to czternasty start Szwecji na zimowych igrzyskach olimpijskich.

## Zdobyte medale
| Medal  | Zawodnik | Dyscyplina sportowa | Konkurencja                      |
| ------ | --- | ------------------- | -------------------------------- |
| Złoto  | Gunde Svan | Biegi narciarskie   | 15 km stylem klasycznym mężczyzn |
| Złoto  | Thomas Wassberg | Biegi narciarskie   | 50 km stylem klasycznym mężczyzn |
| Złoto  | Thomas Wassberg Gunde Svan Jan Ottosson Benny Kohlberg | Biegi narciarskie   | Sztafeta mężczyzn                |
| Złoto  | Tomas Gustafson | Łyżwiarstwo szybkie | 5000 m                           |
| Srebro | Gunde Svan | Biegi narciarskie   | 50 km stylem klasycznym mężczyzn |
| Srebro | Tomas Gustafson | Łyżwiarstwo szybkie | 10 000 m                         |
| Brąz   | Gunde Svan | Biegi narciarskie   | 30 km stylem dowolnym mężczyzn   |
| Brąz   | Thomas Åhlén Per-Erik Eklund Thom Eklund Bo Ericsson Håkan Eriksson Peter Gradin Mats Hessel Michael Hjälm Göran Lindblom Tommy Mörth Håkan Nordin Jens Öhling Rolf Ridderwall Thomas Rundqvist Tomas Sandström Håkan Södergren Mats Thelin Michael Thelvén Göte Wälitalo Mats Waltin | Hokej na lodzie     | Mężczyźni                        |

## Wyniki reprezentantów Szwecji

### Biathlon
Mężczyźni
- Ronnie Adolfsson

sprint - 25. miejsce
bieg indywidualny - 20. miejsce
- Leif Andersson

sprint - 24. miejsce
bieg indywidualny - 8. miejsce
- Sven Fahlén

sprint - 21. miejsce
bieg indywidualny - 11. miejsce
- Sven Fahlén
Tommy Höglund
Roger Westling
Ronnie Adolfsson

sztafeta - 10. miejsce

### Biegi narciarskie
Mężczyźni
- Sven-Erik Danielsson

15 km stylem klasycznym - 15. miejsce
- Benny Kohlberg

15 km stylem klasycznym - 19. miejsce
- Anders Larsson

50 km stylem klasycznym - 39. miejsce
- Torgny Mogren

15 km stylem klasycznym - 22. miejsce
30 km stylem dowolnym - 23. miejsce
- Jan Ottosson

30 km stylem dowolnym - 16. miejsce
50 km stylem klasycznym - 14. miejsce
- Gunde Svan

15 km stylem klasycznym - 
30 km stylem dowolnym - 
50 km stylem klasycznym - 
- Thomas Wassberg

30 km stylem dowolnym - 14. miejsce
50 km stylem klasycznym - 
- Thomas Wassberg
Benny Kohlberg
Jan Ottosson
Gunde Svan

sztafeta - 
Kobiety
- Kristina Hugosson

20 km stylem dowolnym - 31. miejsce
- Eva-Lena Karlsson

5 km stylem dowolnym - 37. miejsce
- Stina Karlsson

10 km stylem klasycznym - 31. miejsce
20 km stylem dowolnym - 32. miejsce
- Karin Lamberg-Skog

5 km stylem dowolnym - 16. miejsce
10 km stylem klasycznym - 18. miejsce
- Marie Risby

5 km stylem dowolnym - 4. miejsce
10 km stylem klasycznym - 6. miejsce
20 km stylem klasycznym - 5. miejsce
- Ann Rosendahl

5 km stylem dowolnym - 23. miejsce
10 km stylem klasycznym - 21. miejsce
20 km stylem klasycznym - 23. miejsce
- Karin Lamberg-Skog
Kristina Hugosson
Marie Risby
Ann Rosendahl

sztafeta - 5. miejsce

### Bobsleje
Mężczyźni
- Carl-Erik Eriksson
Nils Stefansson

Dwójki - 19. miejsce
- Carl-Erik Eriksson
Tommy Johansson
Ulf Åkerblom
Nils Stefansson

Czwórki - 21. miejsce

### Hokej na lodzie
Mężczyźni
- Thomas Åhlén, Per-Erik Eklund, Thom Eklund, Bo Ericsson, Håkan Eriksson, Peter Gradin, Mats Hessel, Michael Hjälm, Göran Lindblom, Tommy Mörth, Håkan Nordin, Jens Öhling, Rolf Ridderwall, Thomas Rundqvist, Tomas Sandström, Håkan Södergren, Mats Thelin, Michael Thelvén, Göte Wälitalo, Mats Waltin –

### Łyżwiarstwo figurowe
Mężczyźni
- Lars Åkesson

soliści - 17. miejsce
Kobiety
- Catharina Lindgren

solistki - 20. miejsce

### Łyżwiarstwo szybkie
Mężczyźni
- Claes Bengtsson

1500 m - 18. miejsce
5000 m - 16. miejsce
10 000 m - 16. miejsce
- Jan-Åke Carlberg

500 m - 34. miejsce
1000 m - 29. miejsce
- Tomas Gustafson

500 m - 36. miejsce
5000 m - 
10 000 m - 
- Jan Junell

1500 m - 24. miejsce
5000 m - 18. miejsce
10 000 m - 15. miejsce
- Hans Magnusson

1500 m - 42. miejsce
5000 m - 21. miejsce
10 000 m - 16. miejsce
Kobiety
- Annette Carlén-Karlsson

500 m - 18. miejsce
1000 m - 9. miejsce
1500 m - 12. miejsce
3000 m - 11. miejsce

### Narciarstwo alpejskie
Mężczyźni
- Bengt Fjällberg

slalom - DSQ
- Lars-Göran Halvarsson

slalom - 8. miejsce
- Niklas Henning

gigant - 18. miejsce
- Gunnar Neuriesser

gigant - 22. miejsce
- Jonas Nilsson

slalom - 4. miejsce
- Stig Strand

slalom - 9. miejsce
- Jörgen Sundqvist

slalom - DNF
- Johan Wallner

gigant - DNF

### Saneczkarstwo
Mężczyźni
- Fredrik Wickman

jedynki - 19. miejsce
Kobiety
- Charlotta Dahlberg

jedynki - 16. miejsce